# Meza
Meza is een geslacht van vlinders van de familie dikkopjes (Hesperiidae), uit de onderfamilie Hesperiinae.

## Soorten
- M. banda (Evans, 1937)
- M. budonga (Evans, 1938)
- M. cybeutes (Holland, 1894)
- M. elba (Evans, 1937)
- M. indusiata (Mabille, 1891)
- M. larea (Neave, 1910)
- M. leucophaea (Holland, 1894)
- M. mabea (Holland, 1894)
- M. mabillei (Holland, 1894)
- M. meza (Hewitson, 1877)